# Nuoto ai Giochi della XXX Olimpiade - 100 metri dorso femminili
La gara di 100 metri dorso femminili dei Giochi della XXX Olimpiade si è svolta il 29 e il 30 luglio 2012. Hanno partecipato 45 atlete.
La gara è stata vinta dalla statunitense Missy Franklin con il tempo di 58"33, mentre l'argento e il bronzo sono andati rispettivamente a Emily Seebohm e ad Aya Terakawa.

## Programma
| Data           | Ora (BST/UTC+1) | Turno      |
| -------------- | --------------- | ---------- |
| 29 luglio 2012 | 10:00           | Batterie   |
| 29 luglio 2012 | 20:49           | Semifinali |
| 30 luglio 2012 | 19:51           | Finale     |

## Record
Prima della competizione, i record olimpico e mondiale erano i seguenti:
| Record mondiale | 58"12 | Gemma Spofforth Gran Bretagna | 28 luglio 2009 Roma, Italia  |
| Record olimpico | 58"77 | Kirsty Coventry Zimbabwe      | 11 agosto 2008 Pechino, Cina |

Durante la competizione è stato battuto il seguente record:
| Data      | Evento   | Atleta        | Nazione   | Tempo | Record          |
| --------- | -------- | ------------- | --------- | ----- | --------------- |
| 29 luglio | Batteria | Emily Seebohm | Australia | 58"23 | Record olimpico |

## Risultati

### Batterie
| Pos. | Atleta                  | Nazionalità   | Tempo   | Batt. | Corsia | Note |
| ---- | ----------------------- | ------------- | ------- | ----- | ------ | ---- |
| 1    | Emily Seebohm           | Australia     | 58"23   | 4     | 5      | Q,   |
| 2    | Missy Franklin          | Stati Uniti   | 59"37   | 6     | 4      | Q    |
| 3    | Belinda Hocking         | Australia     | 59"61   | 6     | 3      | Q    |
| 4    | Aya Terakawa            | Giappone      | 59"82   | 6     | 5      | Q    |
| 5    | Anastasija Zueva        | Russia        | 59"88   | 5     | 4      | Q    |
| 6    | Georgia Davies          | Gran Bretagna | 59"92   | 4     | 6      | Q    |
| 7    | Julia Wilkinson         | Canada        | 59"94   | 5     | 6      | Q    |
| 8    | Fu Yuanhui              | Cina          | 59"96   | 6     | 2      | Q    |
| 9    | Zhao Jing               | Cina          | 59"97   | 4     | 4      | Q    |
| 10   | Simona Baumrtová        | Rep. Ceca     | 59"99   | 6     | 8      | Q,   |
| 11   | Rachel Bootsma          | Stati Uniti   | 1'00"03 | 5     | 5      | Q    |
| 12   | Gemma Spofforth         | Gran Bretagna | 1'00"05 | 5     | 7      | Q    |
| 13   | Sinead Russell          | Canada        | 1'00"10 | 5     | 3      | Q    |
| 14   | Alexianne Castel        | Francia       | 1'00"16 | 6     | 1      | Q    |
| 15   | Kirsty Coventry         | Zimbabwe      | 1'00"24 | 4     | 8      | Q    |
| 16   | Arianna Barbieri        | Italia        | 1'00"25 | 4     | 7      | Q    |
| 17   | Mie Nielsen             | Danimarca     | 1'00"38 | 4     | 3      |      |
| 18   | Duane da Rocha          | Spagna        | 1'00"57 | 4     | 1      |      |
| 18   | Daryna Zevina           | Ucraina       | 1'00"57 | 5     | 2      |      |
| 20   | Sharon van Rouwendaal   | Paesi Bassi   | 1'00"61 | 4     | 2      |      |
| 21   | Jenny Mensing           | Germania      | 1'00"72 | 6     | 6      |      |
| 22   | Laure Manaudou          | Francia       | 1'01"03 | 6     | 7      |      |
| 23   | Maria Fernanda Gonzalez | Messico       | 1'01"28 | 3     | 4      |      |
| 24   | Fabiola Molina          | Brasile       | 1'01"40 | 5     | 1      |      |
| 25   | Alicja Tchórz           | Polonia       | 1'01"44 | 3     | 5      |      |
| 26   | Tao Li                  | Singapore     | 1'01"60 | 2     | 8      |      |
| 27   | Elena Gemo              | Italia        | 1'01"77 | 5     | 8      |      |
| 28   | Carolina Colorado       | Colombia      | 1'01"81 | 3     | 2      |      |
| 29   | Kimberly Buys           | Belgio        | 1'01"92 | 3     | 8      |      |
| 30   | Melissa Ingram          | Nuova Zelanda | 1'01"94 | 3     | 7      |      |
| 31   | Ekaterina Avramova      | Bulgaria      | 1'02"20 | 3     | 6      |      |
| 32   | Eyglo Osk Gustafsdottir | Islanda       | 1'02"40 | 2     | 3      |      |
| 33   | Melanie Nocher          | Irlanda       | 1'02"44 | 2     | 4      |      |
| 34   | Anja Čarman             | Slovenia      | 1'02"68 | 2     | 1      |      |
| 35   | Therese Svendsen        | Svezia        | 1'03"11 | 3     | 1      |      |
| 36   | Sanja Jovanović         | Croazia       | 1'03"38 | 2     | 5      |      |
| 37   | Eszter Povazsay         | Ungheria      | 1'03"55 | 2     | 6      |      |
| 38   | Yekaterina Rudenko      | Kazakistan    | 1'03"64 | 2     | 7      |      |
| 39   | Hoishun Stephanie Au    | Hong Kong     | 1'04"31 | 3     | 3      |      |
| 40   | Hazal Sarikaya          | Turchia       | 1'04"80 | 2     | 2      |      |
| 41   | Karen Vilorio           | Honduras      | 1'06"38 | 1     | 3      |      |
| 42   | Mónica Ramírez          | Andorra       | 1'07"72 | 1     | 4      |      |
| 43   | Ines Remersaro          | Uruguay       | 1'08"03 | 1     | 5      |      |
| 44   | Anahit Barseghyan       | Armenia       | 1'08"19 | 1     | 6      |      |
| 45   | Angelique Trinquier     | Monaco        | 1'10"79 | 1     | 2      |      |

### Semifinali
| Pos. | Atleta           | Nazionalità   | Tempo   | Batt. | Corsia | Note |
| ---- | ---------------- | ------------- | ------- | ----- | ------ | ---- |
| 1    | Emily Seebohm    | Australia     | 58"39   | 2     | 4      | Q    |
| 2    | Missy Franklin   | Stati Uniti   | 59"12   | 1     | 4      | Q    |
| 3    | Aya Terakawa     | Giappone      | 59"34   | 1     | 5      | Q    |
| 4    | Zhao Jing        | Cina          | 59"55   | 2     | 2      | Q    |
| 5    | Anastasija Zueva | Russia        | 59"68   | 2     | 3      | Q    |
| 6    | Gemma Spofforth  | Gran Bretagna | 59"70   | 1     | 7      | Q    |
| 7    | Belinda Hocking  | Australia     | 59"79   | 2     | 5      | Q    |
| 8    | Fu Yuanhui       | Cina          | 59"82   | 1     | 6      | Q    |
| 9    | Julia Wilkinson  | Canada        | 59"91   | 2     | 6      |      |
| 10   | Simona Baumrtová | Rep. Ceca     | 1'00'02 | 1     | 2      |      |
| 11   | Rachel Bootsma   | Stati Uniti   | 1'00"04 | 2     | 7      |      |
| 12   | Alexianne Castel | Francia       | 1'00'24 | 1     | 1      |      |
| 13   | Arianna Barbieri | Italia        | 1'00'27 | 1     | 8      |      |
| 14   | Kirsty Coventry  | Zimbabwe      | 1'00"39 | 2     | 8      |      |
| 15   | Georgia Davies   | Gran Bretagna | 1'00'56 | 1     | 3      |      |
| 16   | Sinead Russell   | Canada        | 1'00"57 | 2     | 1      |      |

### Finale
| Pos.    | Atleta           | Nazionalità   | Tempo   | Corsia | Note                |
| ------- | ---------------- | ------------- | ------- | ------ | ------------------- |
| Oro     | Missy Franklin   | Stati Uniti   | 58"33   | 5      | Record panamericano |
| Argento | Emily Seebohm    | Australia     | 58"68   | 4      |                     |
| Bronzo  | Aya Terakawa     | Giappone      | 58"83   | 3      | Record asiatico     |
| 4       | Anastasija Zueva | Russia        | 59"00   | 2      |                     |
| 5       | Gemma Spofforth  | Gran Bretagna | 59"20   | 7      |                     |
| 6       | Zhao Jing        | Cina          | 59"23   | 6      |                     |
| 7       | Belinda Hocking  | Australia     | 59"29   | 1      |                     |
| 8       | Fu Yuanhui       | Cina          | 1'00"50 | 8      |                     |